# 42 Leonis Minoris
42 Leonis Minoris är en vit stjärna i huvudserien i Lilla lejonets stjärnbild.
42 Leonis Minoris har visuell magnitud +5,35 och är synlig för blotta ögat vid normal seeing. Den befinner sig på ett avstånd av ungefär 380 ljusår.